# Benito Floro
Benito Floro (sinh ngày 2 tháng 6 năm 1952) là một cựu cầu thủ và huấn luyện viên bóng đá người Tây Ban Nha. Ông từng dẫn dắt Đội tuyển bóng đá quốc gia Canada từ 2013-2016.